# فوشیو کوسوفا
فوشیو کوسوفا (به صربی: Косово Поље) شهری در منطقه پریشتینا کشور کوزوو است که در سرشماری سال ۲۰۱۱ میلادی، ۲۷٬۹۲۷ نفر جمعیت داشته‌است.